# Douglas Doty

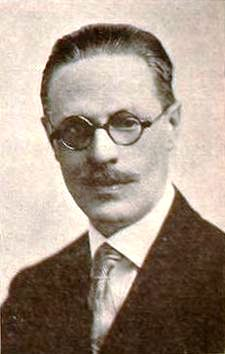
Douglas Doty (1920)

Douglas Zabriskie Doty (* 15. Oktober 1874 in New York City, New York; † 20. Februar 1935 in Los Angeles, Kalifornien) war ein US-amerikanischer Drehbuchautor.

## Biografie
Doty begann seine Laufbahn als Drehbuchautor in der Filmwirtschaft Hollywood 1920 mit dem Verfassen der Vorlage für den Stummfilm Two Kinds of Love und schrieb bis zu seinem Tod die Drehbücher für mehr als 60 Filme.
Bei der Oscarverleihung 1931 war er zusammen mit Regisseur Harry d’Abbadie d’Arrast und Donald Ogden Stewart für Laughter (1930) für den Oscar für die beste Originalgeschichte nominiert.
Weitere Filme nach seinen Drehbüchern und Vorlagen waren Ralphs nächtliche Abenteuer (1924), Die Frau, die die Männer bezaubert (1924), Ein Mädchen und drei alte Narren (1924), Durchlaucht macht eine Anleihe (1925), Der Kriminal-Kavalier (1928), Herzbub (1928) sowie Die Männer um Lucie (1931). Dabei arbeitete er mit Filmregisseuren wie Monta Bell, Robert Z. Leonard, King Vidor, Irving Cummings und Alexander Korda zusammen.